# Colchester, Connecticut
Colchester är en kommun (town) i New London County i delstaten Connecticut, USA med en yta av 129 km² och cirka 14 551 invånare (2000).

## Kända personer från Colchester
- Lyman Trumbull, jurist och politiker